# Bukovecký hraničář
Bukovecký hraničář nebo též Bukovecký stařec (polsky Bukowiecki starzik) je památný strom v obci Bukovec, v okrese Frýdek-Místek v Moravskoslezském kraji v Horním Slezsku. Jilm drsný (Ulmus glabra) roste při červené turistické stezce, asi 70 metrů severovýchodně od rozcestníku Bukovec - U Turka. Jedná se zřejmě o největší jilm v České republice, stal se finalistou ankety Strom roku 2017.
Stáří stromu je odhadováno na více než 360 let. Obvod jeho kmene měří 730 cm a koruna stromu dosahuje do výšky 38 m. Jilm je chráněn od roku 1972 pro svůj vzrůst a věk.